# Coenonympha infrasimplex
Coenonympha infrasimplex är en fjärilsart som beskrevs av Rothschild 1917. Coenonympha infrasimplex ingår i släktet Coenonympha och familjen praktfjärilar. Inga underarter finns listade i Catalogue of Life.